# Jaguar 1
Raketenjagdpanzer Jaguar 1 – niemiecki rakietowy niszczyciel czołgów.
Pojazdy powstały w latach 1978–1982 poprzez modernizację części niszczycieli czołgów Raketenjagdpanzer 2, obejmującą wymianę wyrzutni przeciwpancernych pocisków kierowanych SS.11 na HOT oraz wyposażenie w dodatkowe opancerzenie.